# Solnetchny (kraï de Khabarovsk)
Solnetchny (en russe : Со́лнечный) est une commune urbaine du raïon de Solnetchny du kraï de Khabarovsk, en Russie. Elle est le centre administratif de l'établissement urbain de Solnetchny, et se trouve en Extrême-Orient russe. Sa population s'élevait à 12 253 habitants en 2023.    

## Géographie
La commune urbaine de Solnetchny se situe en Extrême-Orient russe, dans le kraï de Khabarovsk, dans le district fédéral d'Extrême-Orient. La localité se trouve dans le raïon de Solnetchny, une des raïons du kraï, et fait partie de l'établissement urbain de Solnetchny, une municipalité du raïon, dont il est le chef-lieu,,.
Solnetchny, comme tout le kraï de Khabarovsk, est située dans le fuseau horaire MSK+7 (heure de Vladivostok). Le décalage horaire appliqué par rapport au temps universel coordonné est +10:00.

## Démographie
Recensements (*) et estimations de la population:
| 2002*  | 2010*  | 2021*  | 2023   | - |
| ------ | ------ | ------ | ------ | - |
| 14 415 | 13 306 | 12 267 | 12 253 | - |